# 63式水陆坦克

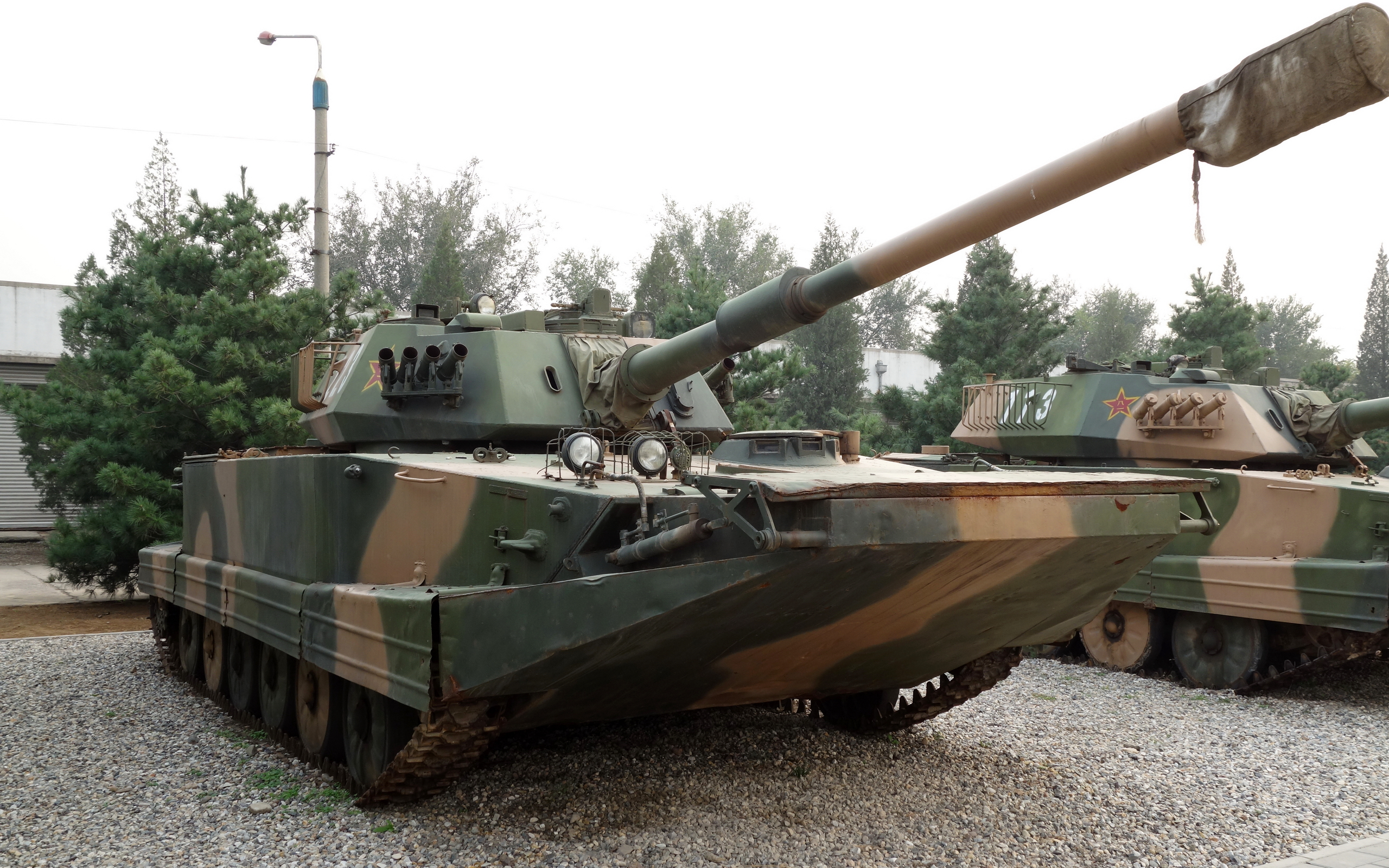
ZTS-63A式两栖坦克

63式水陆坦克（工厂产品代号WZ211）是中华人民共和国于1960年代自行研制的第一代水陆两用坦克。適用于内陆江河湖泊、沼泽和水网稻田地作战；沿海地区登陆与反登陆作战，摧毁敌方滩头阵地防御设施。
在二十世紀末的地緣政治緊張事件中，解放軍發現63式水陆坦克出現諸多不足，故退役后由05式两栖突击车替代。

## 历史
63式水陆坦克于1958年10月开始设计，其底盘设计基于苏联PΤ-76水陆坦克。1959年3月和6月先后试制出两辆样车，1960年开始小批量试产并交部队试用。通过试验，解决了车体线型；推进效率；水上“扎头”、发动机过热等问题。 根据试生产和试验中发现的问题1961年确定设计修改方案，1962年5月重新研制出两辆样车进行试验，1963年4月批准设计定型，命名为“1963年式水陆坦克”，并投入批量生产。63式水陆坦克最初在陕西615厂试制，设计定型后转到重庆256厂生产，1964年开始装备南方及沿海部队。为进一步检验技战术性能1966年4月还曾进行横渡琼州海峡的渡海试验。

### 戰鬥任務
63式水陆坦克曾出口到北越用于越南战争；1974年1月西沙之战后广州军区派出63式水陆坦克用于驻守西沙群岛的军事行动；隶属广州军区的63式水陆坦克团曾參與1979年中越战争，1996年臨時增強了跨海登陸能力，直到05式大量裝備後，現今大多退役封存備用，有傳聞指出北朝鲜或是非洲買家有意以廢鐵價格向中國收購剩餘車輛。

## 设计
63式水陆坦克設計簡單來說就是苏制PT-76两栖坦克和中國製62式轻型坦克的結合，把62式輕型坦克的半卵形铸造炮塔安裝在以PT-76兩棲坦克为母型设计的車身之上，主要武器为62-85Tc型85mm口径线膛坦克炮，63式较PT-76的D-56T坦克炮口径更大火力较强，采用400马力发动机动力也更强，新设计了水道夹层水上冷却装置。 行动部分为6对单轮缘的中空负重轮，履带板上为双诱导卡齿。 水上航行采用喷水推进器，可在水中转向和倒车，具有抗三级风1.2m浪高能力。
63式水陆坦克底盘衍生的变型车包括水陆装甲运输车、水陆坦克抢救牵引车等，还曾用于“上游一号”反舰导弹发射车。

## 衍生型号
- 63-I式水陆坦克 - 工厂代号WZ211-1，63式水陆坦克在1979年～1980年进行了改进，改进63式在火炮防盾上方加装外置的激光测距仪和夜视仪。从1980年起按改进后的标准生产。

- 63A式水陆坦克 - 1990年代中期，中国人民解放军在台海危機期間為應付緊急备戰需求，在63式水陆两用坦克基础上进行改造以適應海上作战，1998年3月设计定型审查獲通过，正式命名为“ZTS-63A式水陆坦克”。战斗全重增至20吨级，车体加长，在车首和车尾增加二个浮箱结构，以增加浮力储备，车体两侧安装屏蔽裙板。换裝520马力新型可变功率柴油发动机，喷水推进装置亦重新设计，航速超过14千米/小时。换装新型全焊接炮塔，后部附带栅栏式屏蔽；改装带有炮身抽烟装置以及炮口制退器的轻量化的低后坐力105毫米口径线膛炮；配备带有弹道计算机、激光测距仪及夜视仪的光点注入式火控系统。[3]

另有一种用于选型配备类似在59-II/79式坦克上的105毫米口径线膛炮的改进型样车。

### 衍生变型车
- 77式水陆装甲运输车 - 1965年4月开始研制，工厂代号WZ511，1977年定型，命名为77式水陆装甲输送车，也称为77-1式，以区别后来简化型的77-2式水陆装甲输送车。以63式水陆坦克底盘为基础，去掉炮塔，将原车战斗舱加高改为密封式运载舱，运载舱顶部有可驮载火炮。与63式水陆坦克具有相同的机动性，可乘载步兵，运载和短距离牵引火炮，输送物资、器材、弹药等。77-2式水陆装甲输送车1978年开始研制，在77-1基础上简化结构，去除运载火炮有关的功能，增大运输舱空间，1980年定型，主要用来输送兵员。

- 76式水陆坦克抢救牵引车 - 1965年研制，工厂代号WZ401，1976年定型。该车系取消了63式水陆坦克的炮塔改装而成，配有在野战条件下用于拖救水陆坦克的设备。

- 两栖122mm自行榴弹炮 - 1979年研制，以63式水陆坦克底盘为基础，增大了战斗舱空间，车体上安装炮塔，炮塔内安装1门122mm榴弹炮以及1挺12.7mm机枪。未装备部队。

- 101/102型民用石油工程车 - 去掉武器改成用于沙漠、多种无路地带、石油开采区输送物资和器材设备或制成石油开采区使用的野外作业车。

## 使用國
- 阿尔巴尼亚 - 200
- 柬埔寨 - 20
- - 100
- 緬甸 - 150+ （1989年~1993年之间交付）
- 巴基斯坦 - 50（1970年~1971年交付）
- 中华人民共和国 - 450+
- 斯里蘭卡 -
- 苏丹 - 100
- 坦桑尼亚 - 30（1977年~1979年交付）
- 委內瑞拉 -
- 越南 - 150（1970年~1972年交付）

## 影劇作品
- 2002年連續劇《DA師》劇中63A式兩棲坦克為DA師主戰新裝備的角色登場。